# Séguem
Séguem est une commune située dans le département de Baskouré de la province de Kouritenga dans la région du Centre-Est au Burkina Faso.